# Osterwieck
Osterwieck és una ciutat al Districte del Harz de l'estat de Saxònia-Anhalt a Alemanya a la riba del riu Ilse, al nord de Wernigerode. És part de la Verwaltungsgemeinde (col·lectiu administratiu municipal) d'Osterwieck-Fallstein. En el cens del 2010 tenia 12.032 habitants. Està situada a la carretera de l'antiga Ruta Romànica.

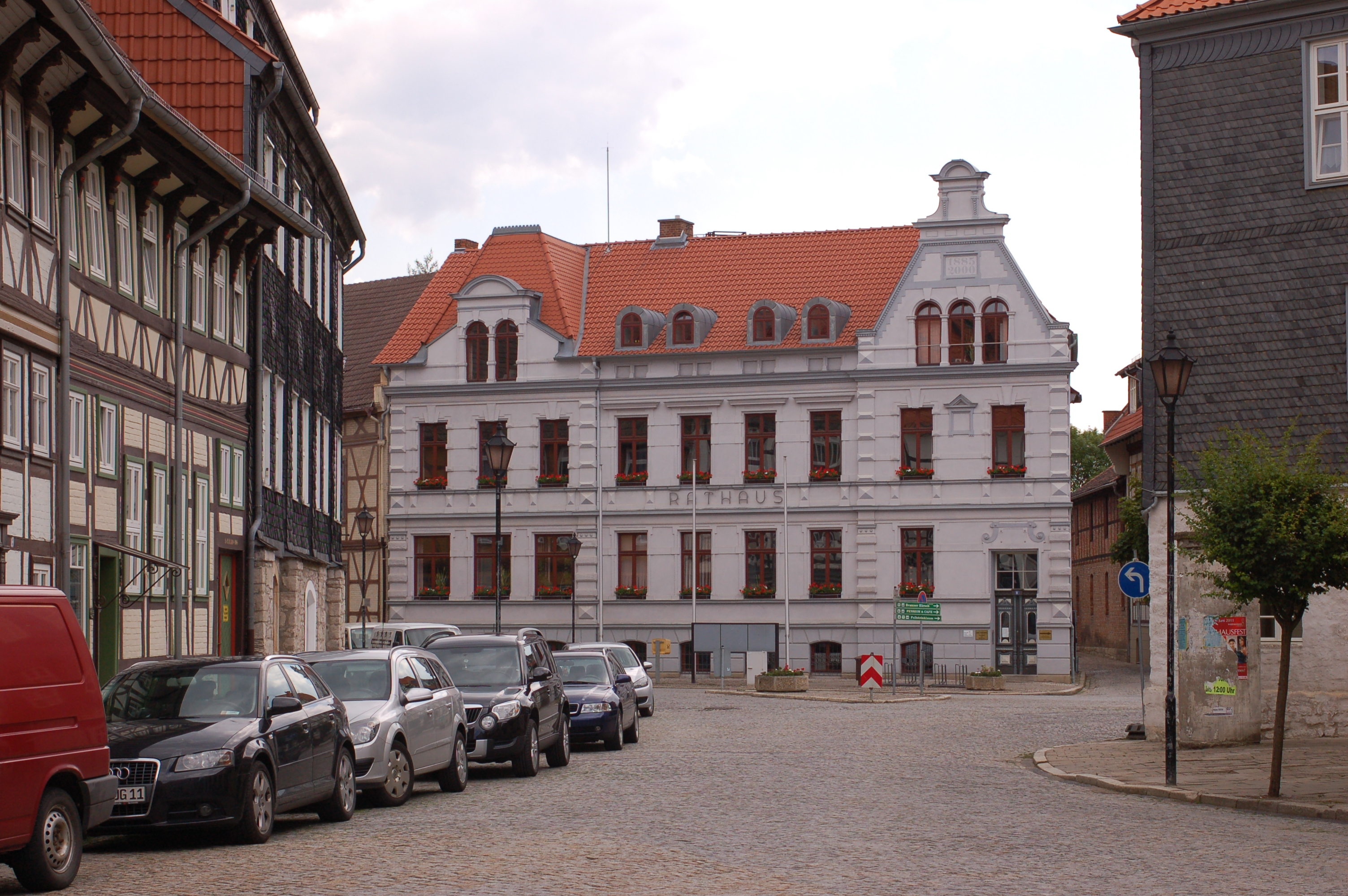
Casa de la vila i cases d'entramat

 Osterwieck ja es menciona per primera vegada el 780, quan Carlemany en el transcurs de la Guerra Saxona de les Gal·lies, creuà el riu Oker i erigí una església de fusta dedicada a Sant Esteve en un lloc llavors anomenat Salingenstede. Aquesta església es convertí en un centre de missió cristiana entre els saxons i en principi fou supervisada per Hildegrim de Chàlons, i posteriorment del seu origen pel bisbat de Halberstadt.
L'1 d'abril de l'any 974, l'emperador Otó II del Sacre Imperi concedí el dret d'encunyar moneda a Seligenstad i de recaptar els drets d'aduana, que foren importants privilegis per aquesta ciutat. Aquesta data es considera com la de la fundació oficial de la ciutat.
El nom d'Osterwick es menciona per primera vegada el 1073 en una carta de l'Arquebisbe Liemar de Bremen, al bisbe Burchard II de Halberstadt. La nau de l'església de Sant Esteve erigida en el segle xvi, és una de les més antigues esglésies protestants, mentre que els dos campanars romànics es remunten al 1100.
Destruïda per un incendi el 1511 la ciutat fou reconstruïda i avui compta amb un conjunt del voltant de 400 edificis d'entramat de fusta que en va fer una de les ciutats més belles d'Alemanya. Per aquests motiu avui dia està connectada amb una gran rebuda de turisme. Es troba al Circuit alemany de l'entramat de fusta.

## Fills predilectes
- Johann Georg Hermann Voigt 1769-1811, un prolífic compositor nascut a aquesta ciutat
- August Knabe (1847-1940), compositor, professor de música i director de cor.

## Ciutats agermanades
- Hornburg (Alemanya)
- Ardouval, Les Grands-Ventes i Sant-Hellier al departament Sena Marítim (França)